# Santos Marquina
Santos Marquina é um município da Venezuela localizado no estado de Mérida.
A capital do município é a cidade de Tabay.